# باهاماس (موسيقي)
باهاماس (بالإنجليزية: Bahamas)‏ مواليد 28 أبريل 1981 في تورونتو، أونتاريو، كندا، هو مغني وموسيقي كندي

## وصلات خارجية
- باهاماس على موقع IMDb (الإنجليزية)
- باهاماس على موقع ميوزك برينز (الإنجليزية)
- باهاماس على موقع ميوزك برينز (الإنجليزية)
- باهاماس على موقع أول ميوزيك (الإنجليزية)
- باهاماس على موقع أول ميوزيك (الإنجليزية)
- باهاماس على موقع ديسكوغز (الإنجليزية)
- باهاماس على موقع ديسكوغز (الإنجليزية)

- الموقع الإلكتروني